# Fort de Beauregard (Fénay)
Pour les articles homonymes, voir Fort de Beauregard.
Ne doit pas être confondu avec Fort de Beauregard (Besançon).
Le fort de Beauregard, brièvement dénommé fort Fauconnet pendant le « ministère Boulanger » (1887), appartient au « système Séré de Rivières », ensemble de fortifications bâti à partir de 1874 pour protéger les frontières françaises. Il est un des éléments d'une ceinture de fortifications devant assurer la protection de la place de Dijon.
Le fort fait l’objet d’une inscription au titre des monuments historiques depuis le 17 mars 2006.

## Situation géographique
Le fort est situé au sud sud-est de l'agglomération dijonnaise, à la limite des communes de Fénay (3/5e de la surface) et de Longvic (2/5e de la surface). Son altitude moyenne est de 251 mètres.

## Historique

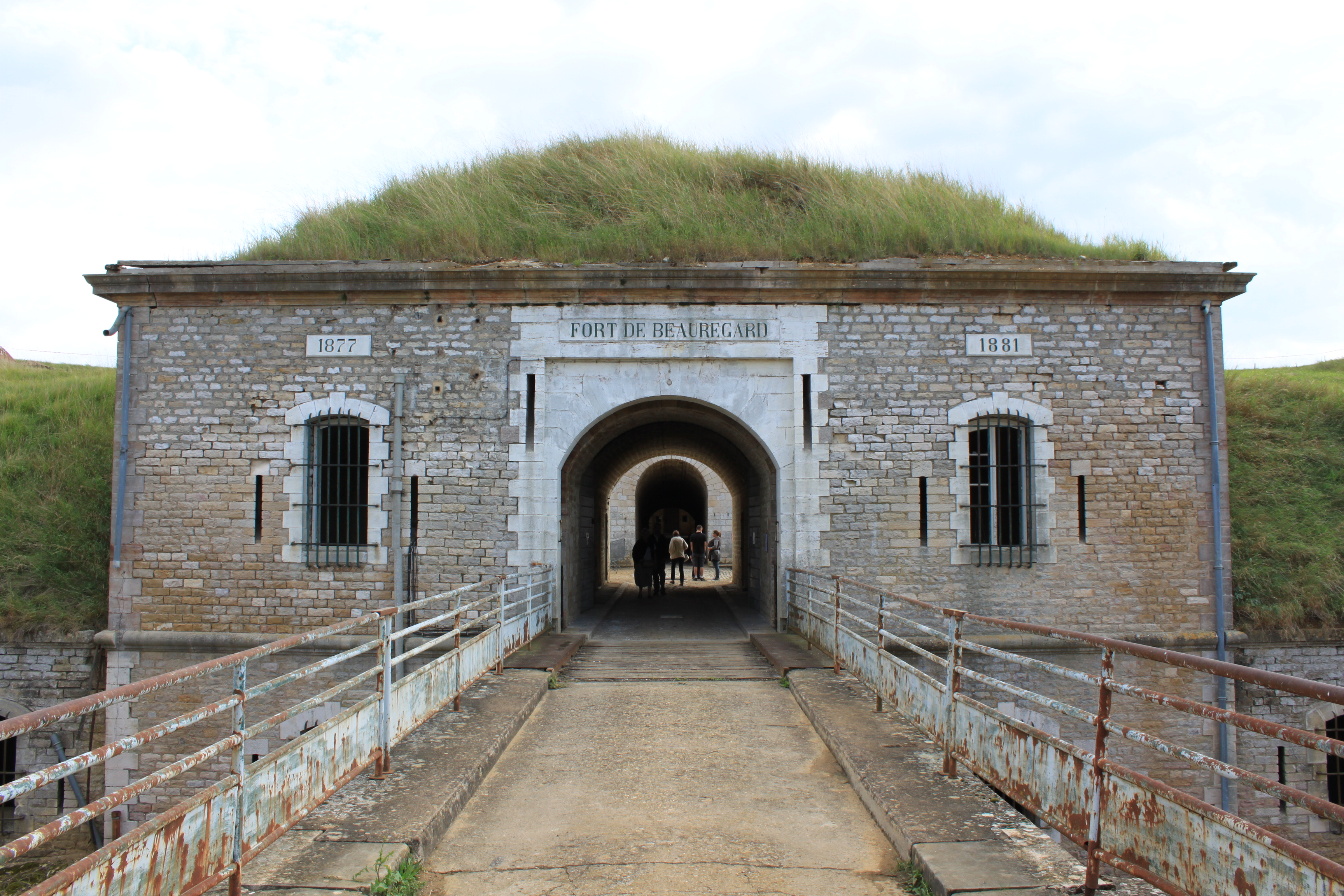
Entrée du fort

Au lendemain de la défaite traumatisante de 1870-1871, la place de Dijon est choisie, avec Langres, Besançon, Reims, Laon et La Fère pour constituer la « deuxième ligne » du système de défense de Séré de Rivières (la première étant axée sur Verdun, Toul, Épinal et Belfort). Un ensemble de forts et de réduits militaires ceinture donc l'agglomération dijonnaise de 1875 à 1883 : la Motte-Giron, le Mont-Afrique, Hauteville, Asnières, Norges, Varois, Saint-Apollinaire et Sennecey.
Construit entre 1877 et 1881, le fort de Beauregard semble avoir été édifié à l'emplacement d'une ancienne fortification dont on retrouve la trace sur des cartes anciennes (carte d’État-Major au 1/80000e publiée par le « Dépôt de la Guerre » en 1846 notamment). Il est en tout cas bâti à proximité de la ferme de Beauregard déjà signalée au XVIIe siècle.
Sans utilité lors du premier conflit mondial (1914-1918), le fort de Beauregard est utilisé pendant l'Occupation (1940-1944) dans le système défensif de la base aérienne voisine de Longvic. Des batteries de DCA y sont installées. Après avoir servi d'entrepôt à la base aérienne 102 Dijon-Longvic, le fort est désaffecté en 1984. Il est alors envahi par la végétation qui masque son existence. Mis en vente par l'armée en 1997, il est d'abord acheté par le SIVOM de Saulon-la-Chapelle en 1998. La commune de Fénay le rachète le 28 juillet 2003, devenant ainsi l'unique propriétaire des lieux. Depuis cette date, de nombreux travaux de défrichage, de nettoyage et de déblaiement ont permis de mettre en valeur ce patrimoine militaire.
En 1887, le fort est baptisé Fauconnet, du nom du colonel de gendarmerie Adrien Fauconnet qui dirigea la défense de Dijon attaquée par les Badois  du général Gustav von Beyer, le 29 octobre durant la guerre de 1870. Blessé mortellement, Fauconnet décède le 30 octobre après avoir pris connaissance du décret du 27 octobre le nommant général de brigade de l'armée auxiliaire.
Inscrit aux monuments historiques (arrêté du 17 mars 2006), le fort de Beauregard est ouvert au public pendant les journées du Patrimoine.
Au printemps 2010, la chaine de télévision japonaise Nippon Hoso Kyokai (NHK) a réalisé le tournage de plusieurs scènes d'un téléfilm consacré à la guerre russo-japonaise. Le fort de Beauregard a été sélectionné en raison de l'excellent état d'entretien du site.
En décembre 2024, la commune de Fénay vend le fort de Beauregard à un particulier pour 245 000 euros.

## Description

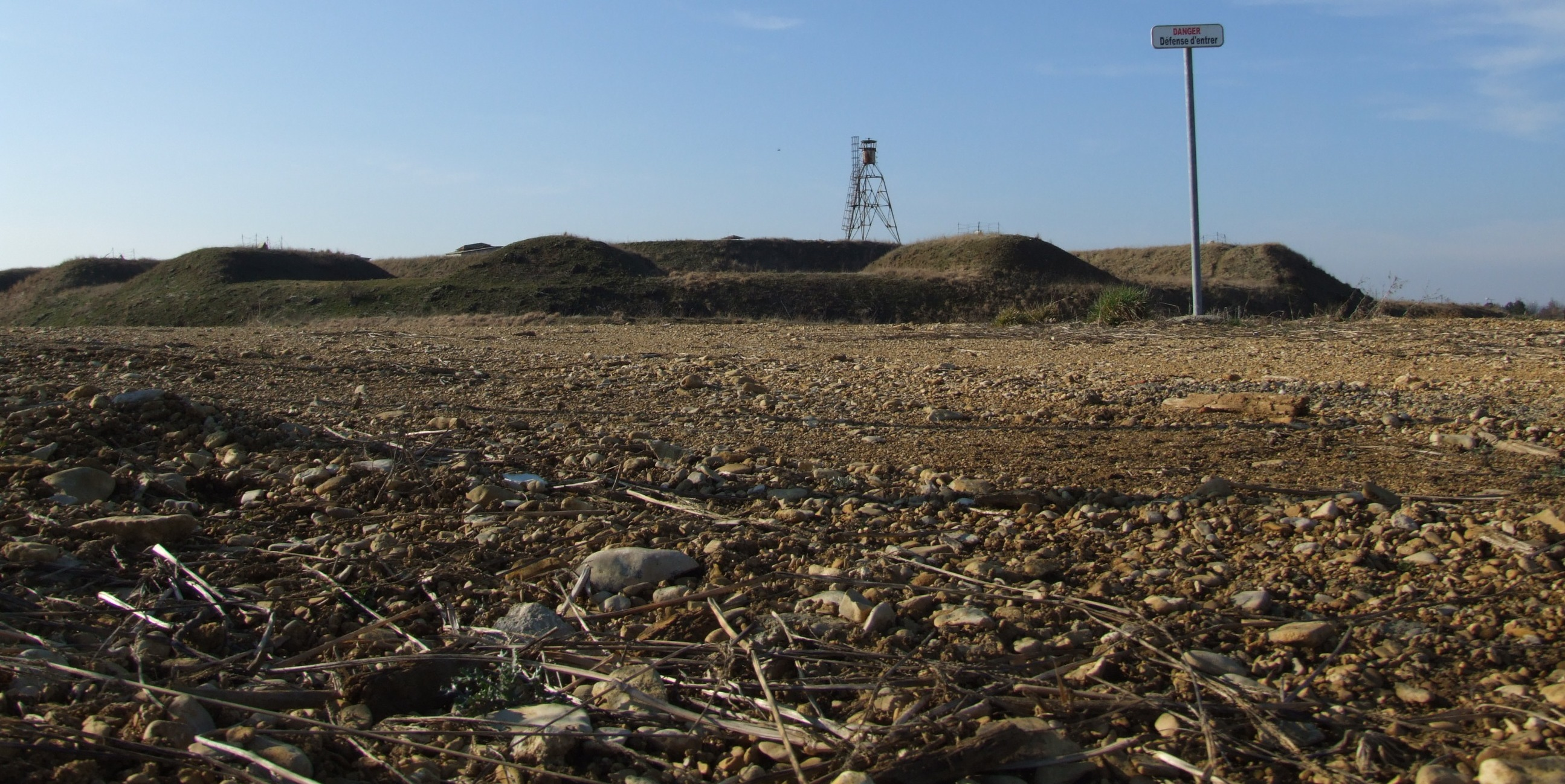
Vue générale.

C'est un fort du « modèle 1874 » bâti sur une superficie totale de 3 913 m2.
De forme rectangulaire à angle rentrant à la gorge, laquelle est protégée par un ravelin de petite dimension, il est défendu par une double courtine battue depuis les deux redans de l'escarpe. Cette courtine n'a pas de protection d'artillerie et son escarpe semi-détachée est aménagée en mur « Carnot » avec des créneaux de fusillade pour l'infanterie. En cas d'attaque, celle-ci ne pouvait qu'arrêter les infiltrations ennemies dans les fossés et n'aurait pas résisté au tir de l'artillerie adverse.
Le "saillant 2" possède une caponnière simple pour protéger le fossé est. Le « saillant 3 » est occupé par une importante et très belle caponnière double pour défendre les fossés sud et ouest.

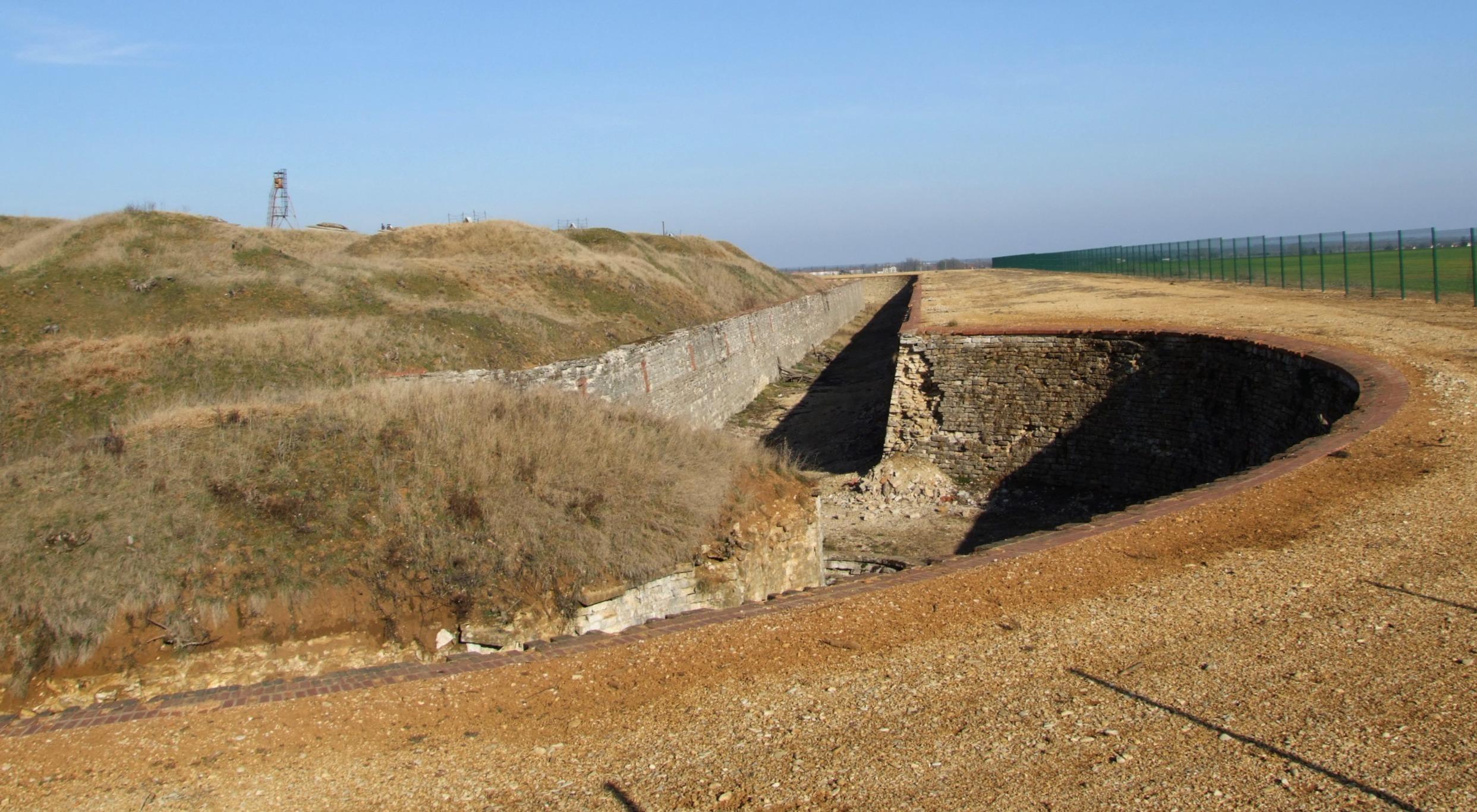
Fossés

Il est entouré d'un profond fossé d’environ six mètres, dont le franchissement se fait par un pont-levis. Ce pont-levis « à la Poncelet » est unique dans la région dijonnaise. Il n'en existe, parait-il, que sept autres connus en France. Son inventeur, le général et mathématicien Jean-Victor Poncelet, imagine en 1820 un système de levage du tablier des ponts-levis mettant en œuvre des contrepoids dont la masse varie en fonction de la position de ce tablier. Les contrepoids sont constitués par un ensemble de masselottes articulées entre elles et formant une chaîne dont une extrémité est fixée au mur et l'autre attachée à la chaîne du tablier (les chaînes du fort de Beauregard sont d'ailleurs encore en place). Cette innovation se substitue au pont-levis à flèches utilisé depuis le Moyen Âge et dont la manœuvre est visible de l'ennemi en lui offrant une cible pour ses projectiles.
Ce fort possède deux magasins à poudre de 30 à 40 tonnes de stockage de poudre noire. Quatre cuves pour canons de 75 anti-aériens (DCA) ont été aménagées ultérieurement (1940-1944). Le sommet supporte une tour de guet métallique « modèle 1947 » dont l'ascension autorise de belles vues sur le fort et la campagne environnante.

## Galerie de photos

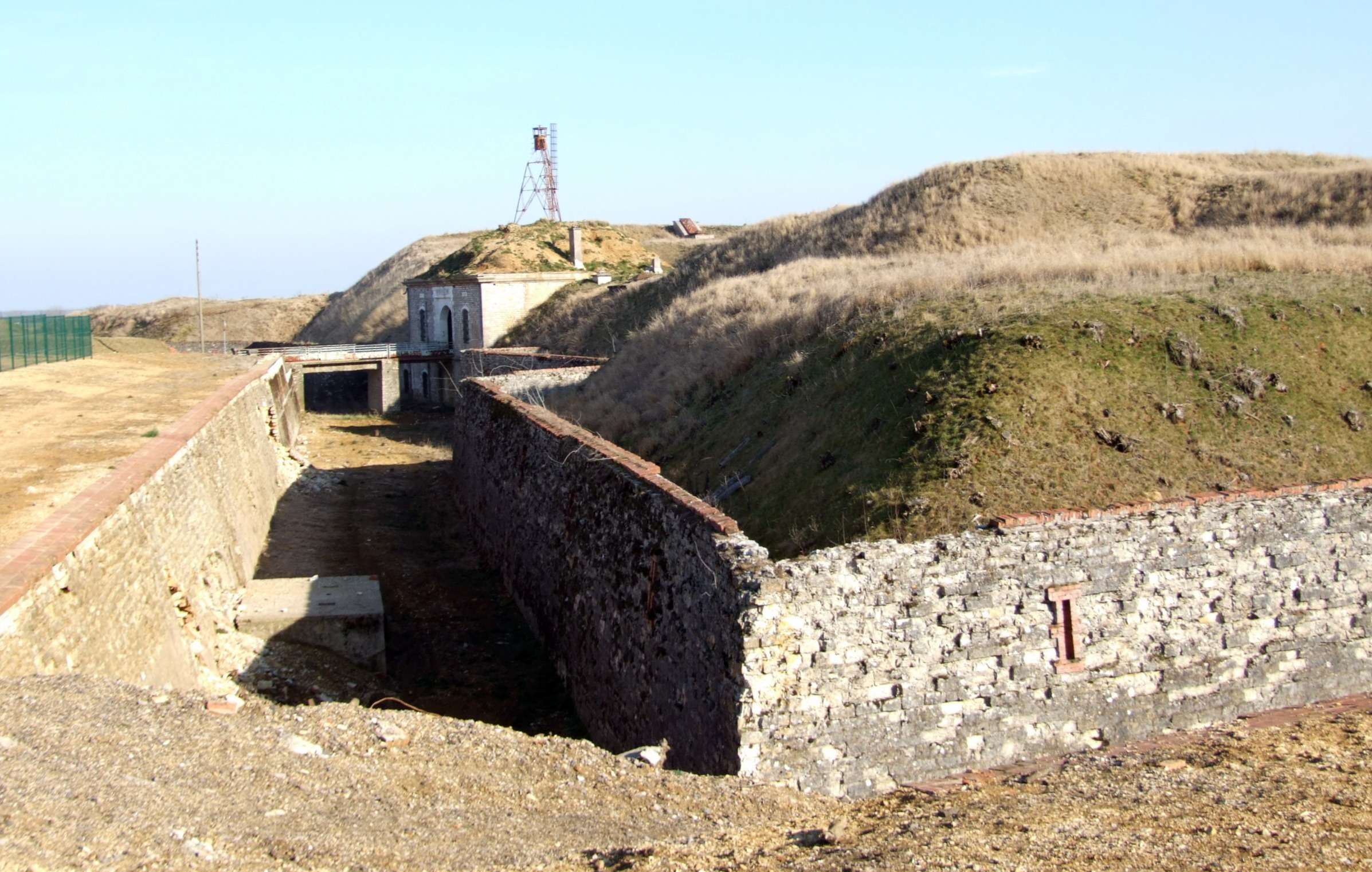
Fossés
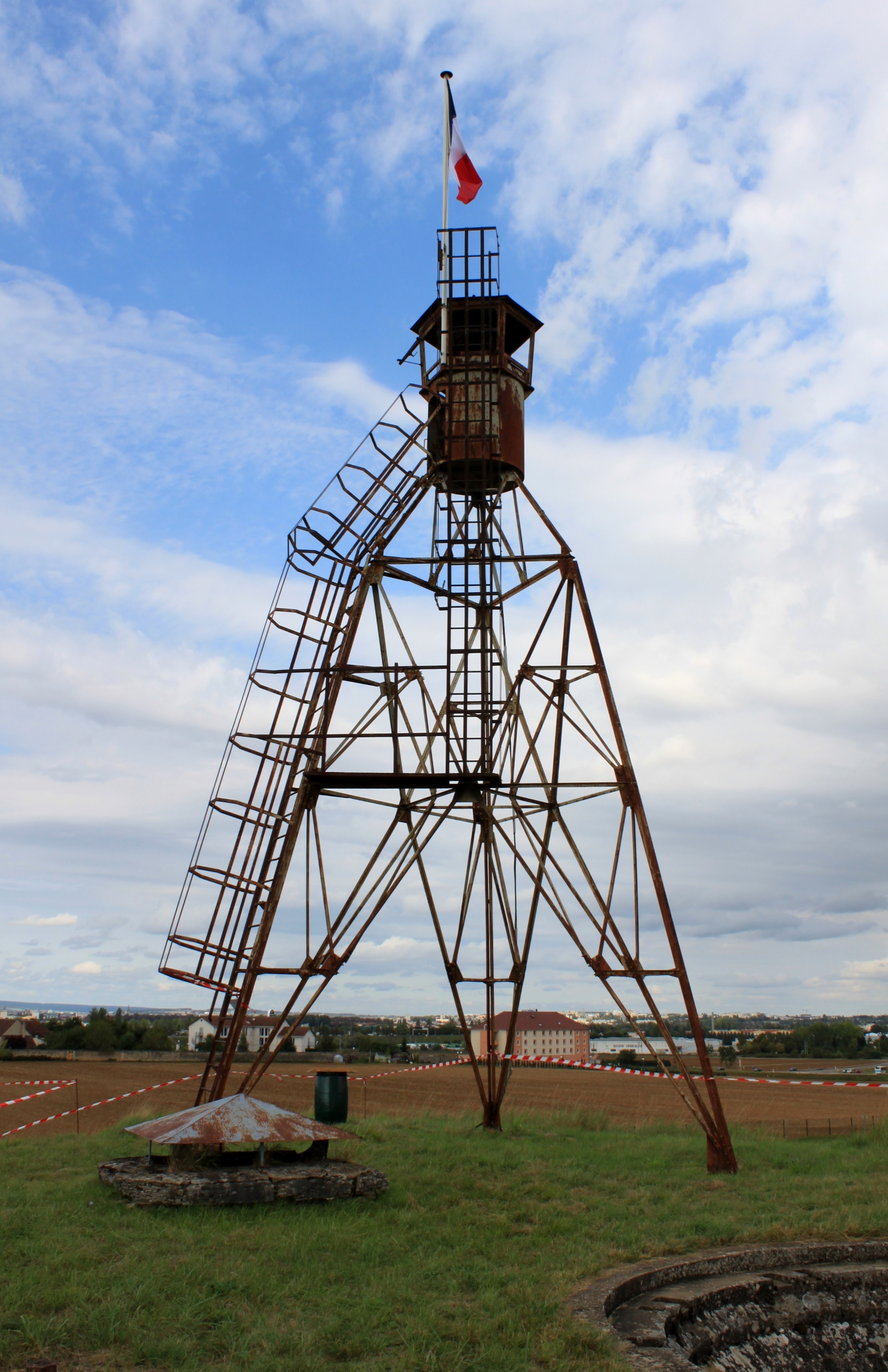
Tour de guet métallique
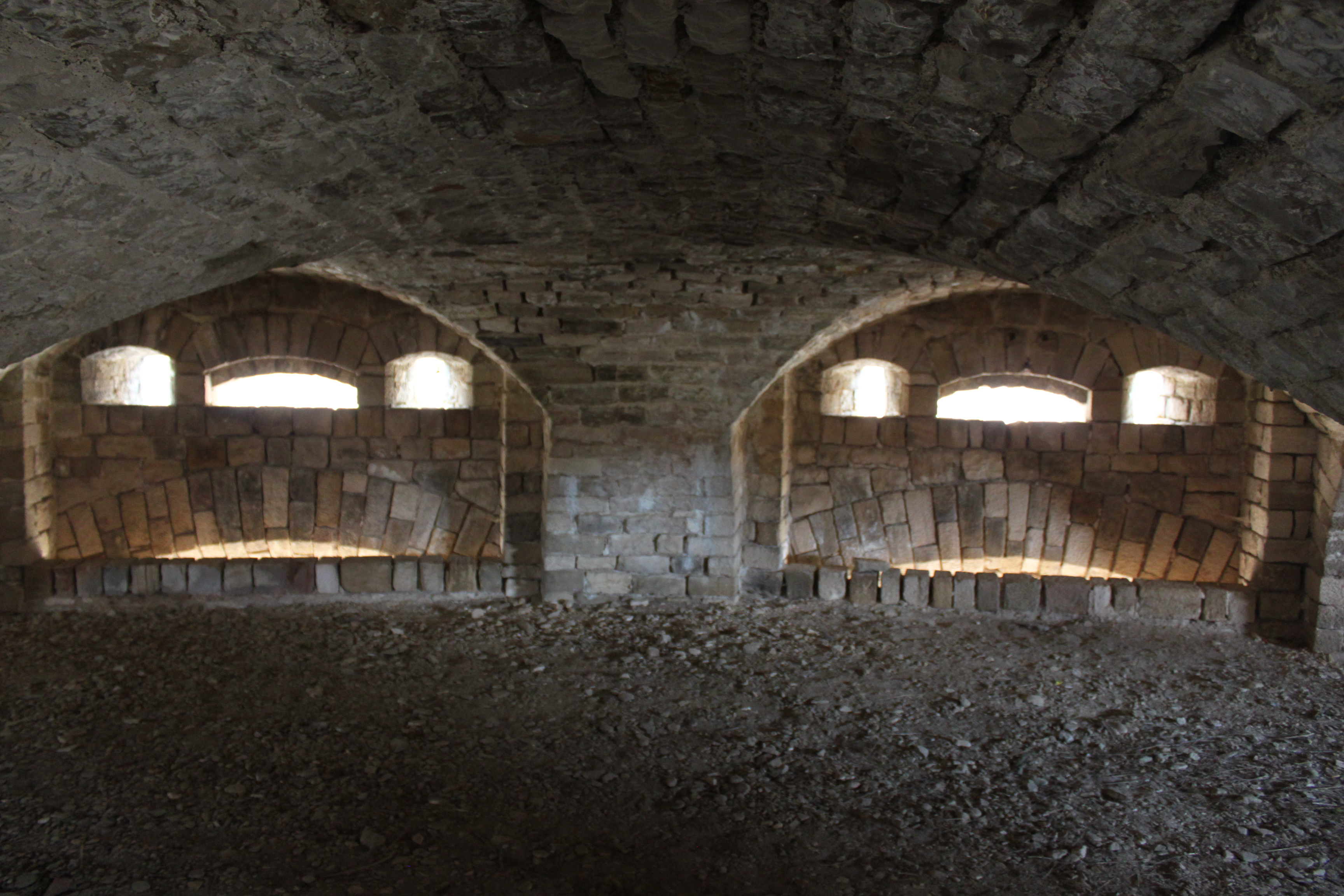
Double caponnière
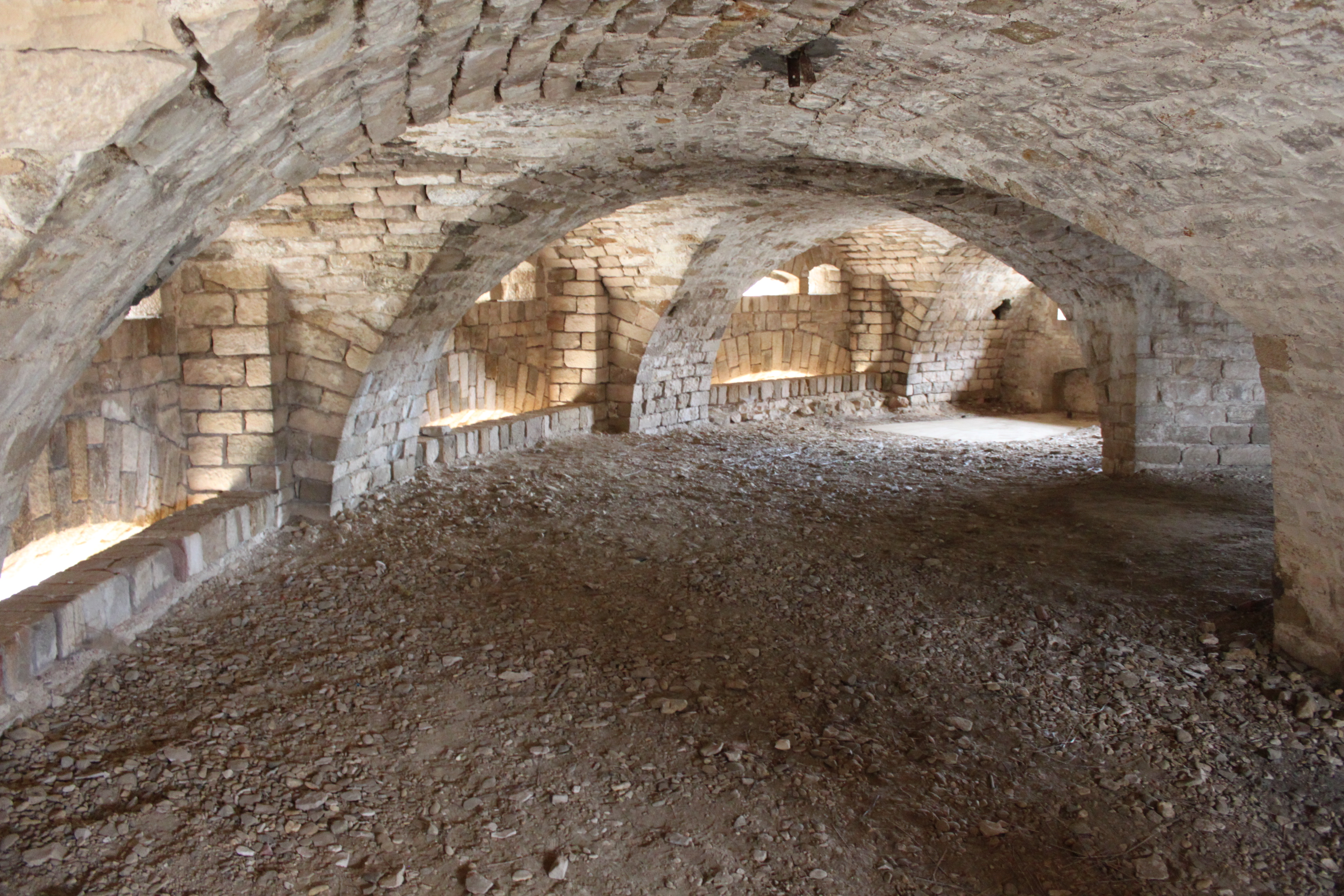
Double caponnière
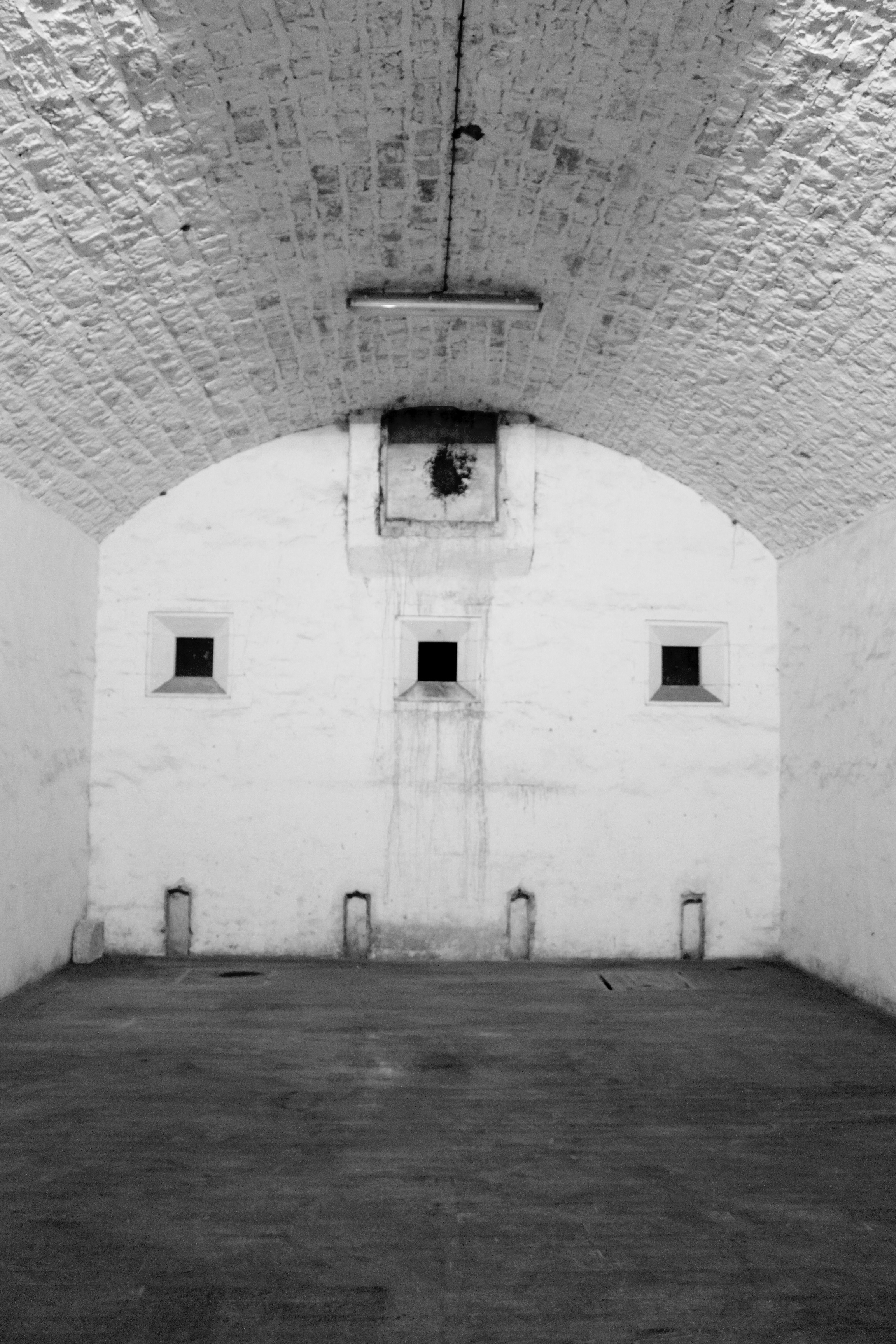
Magasin à poudre
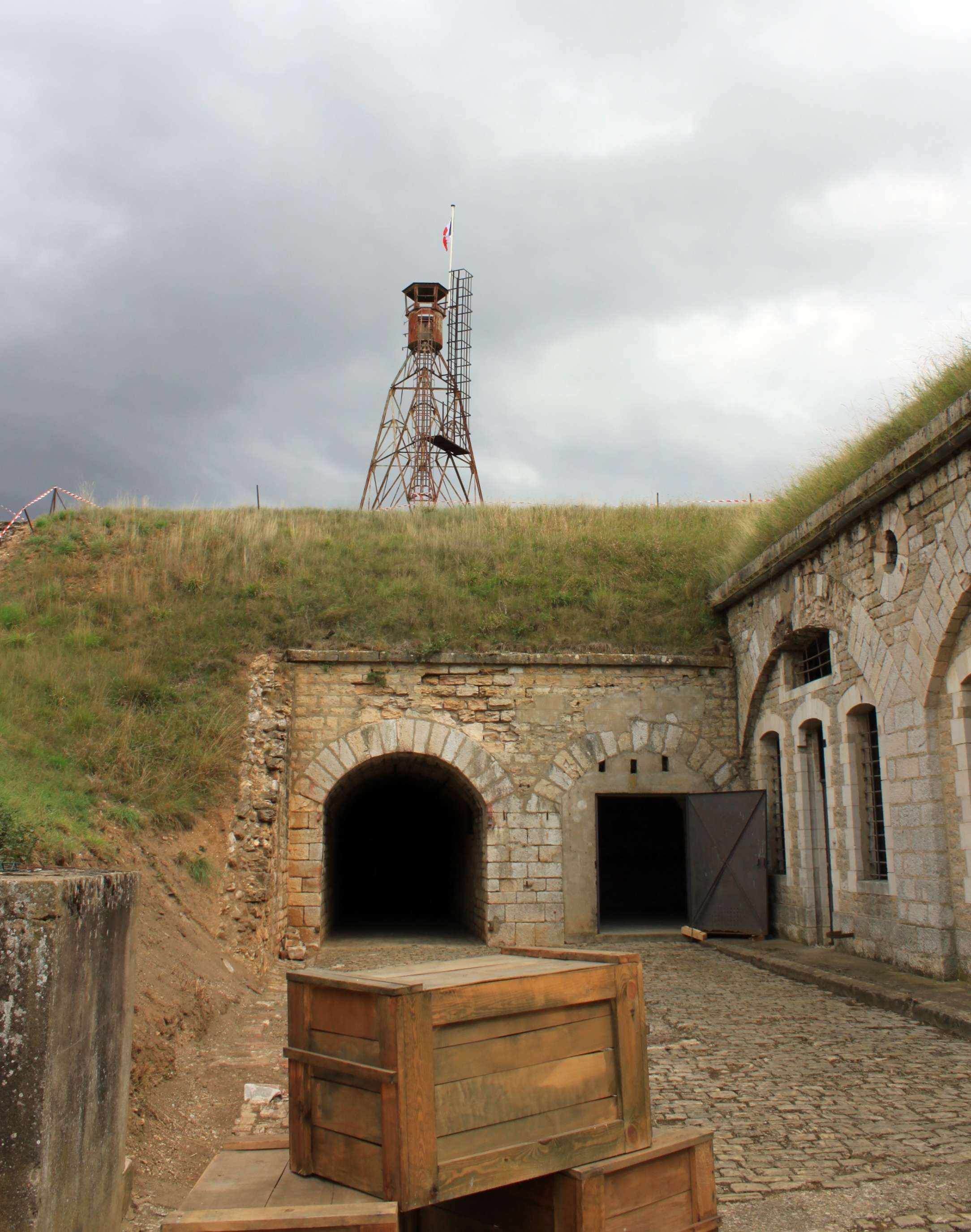
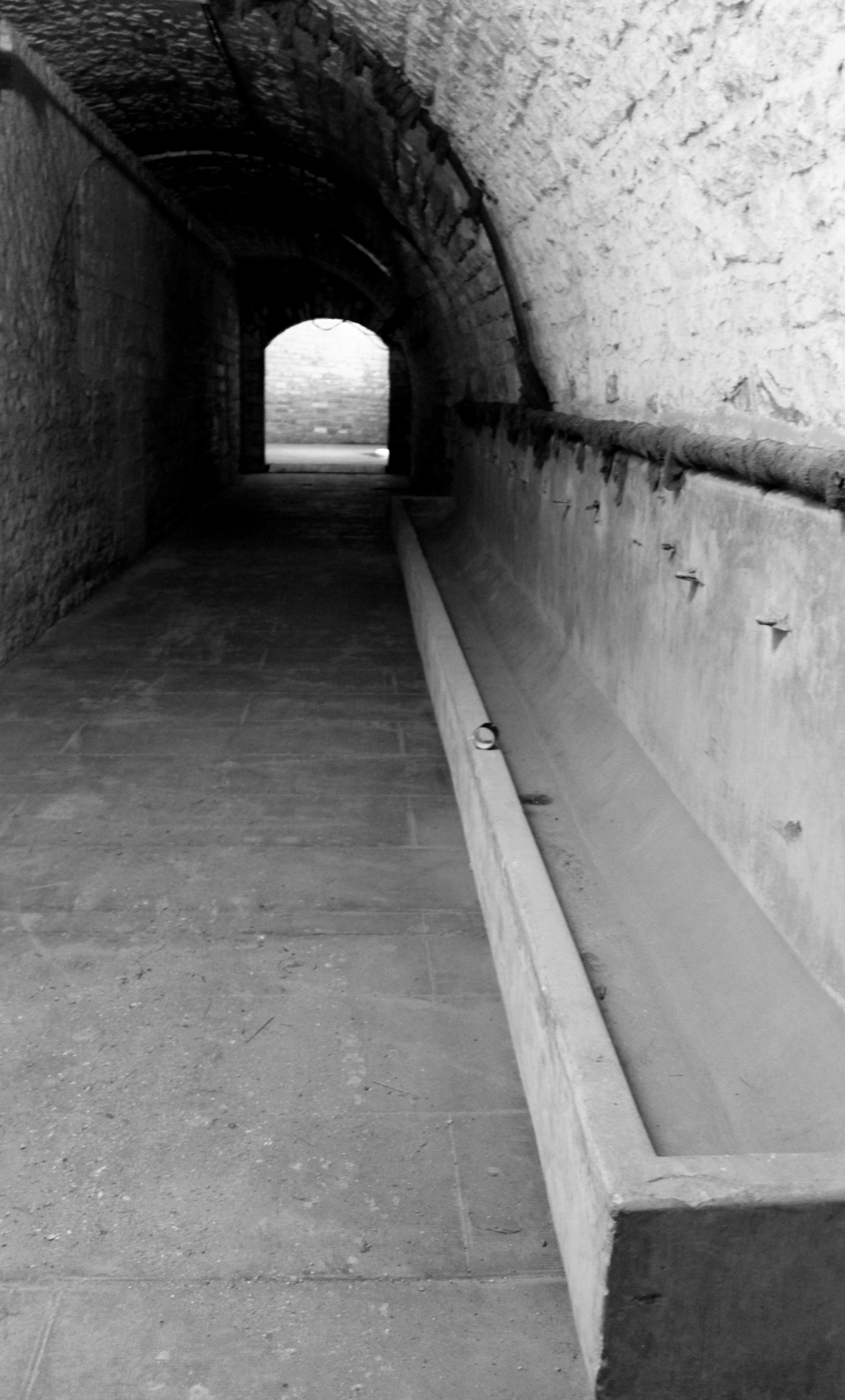
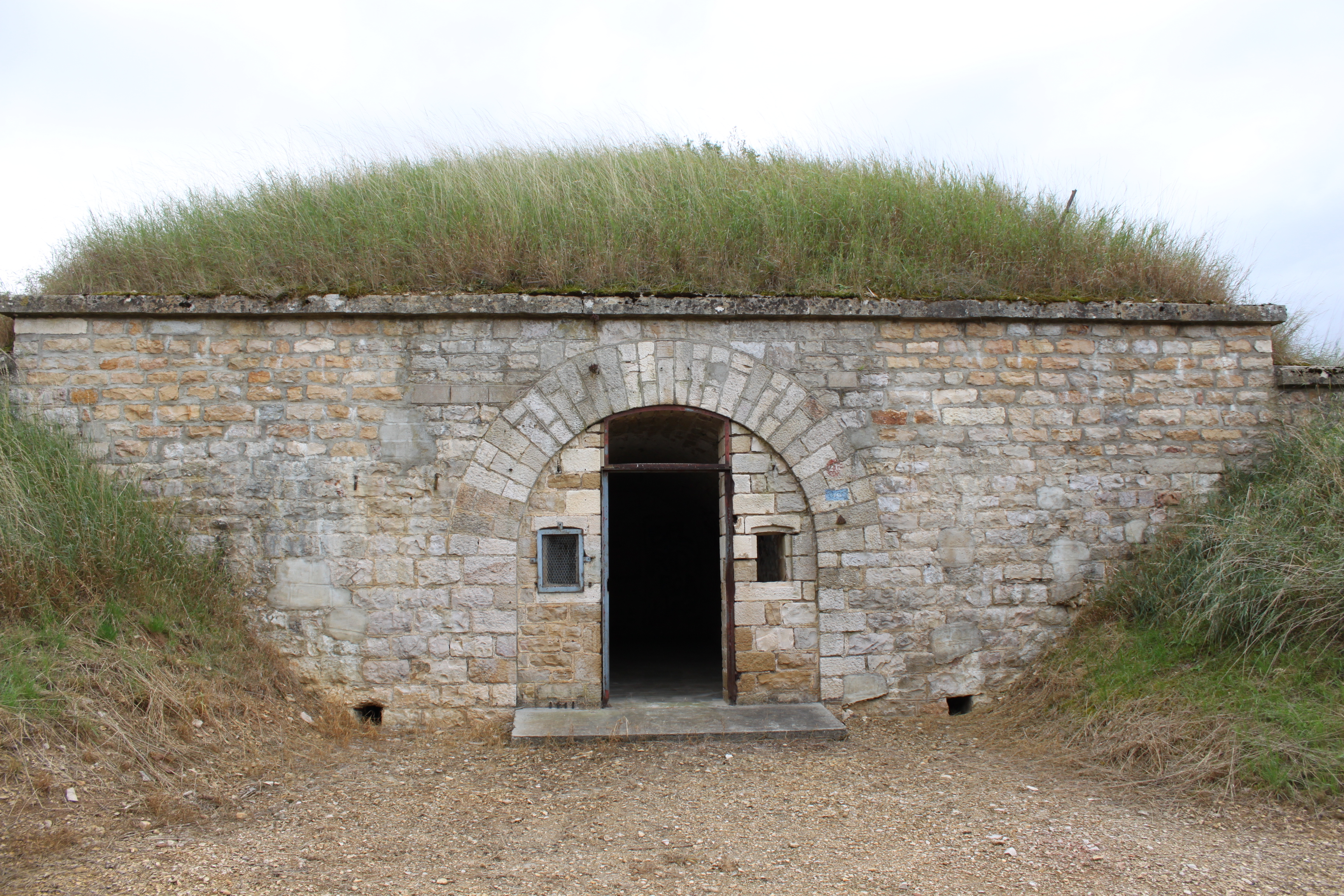
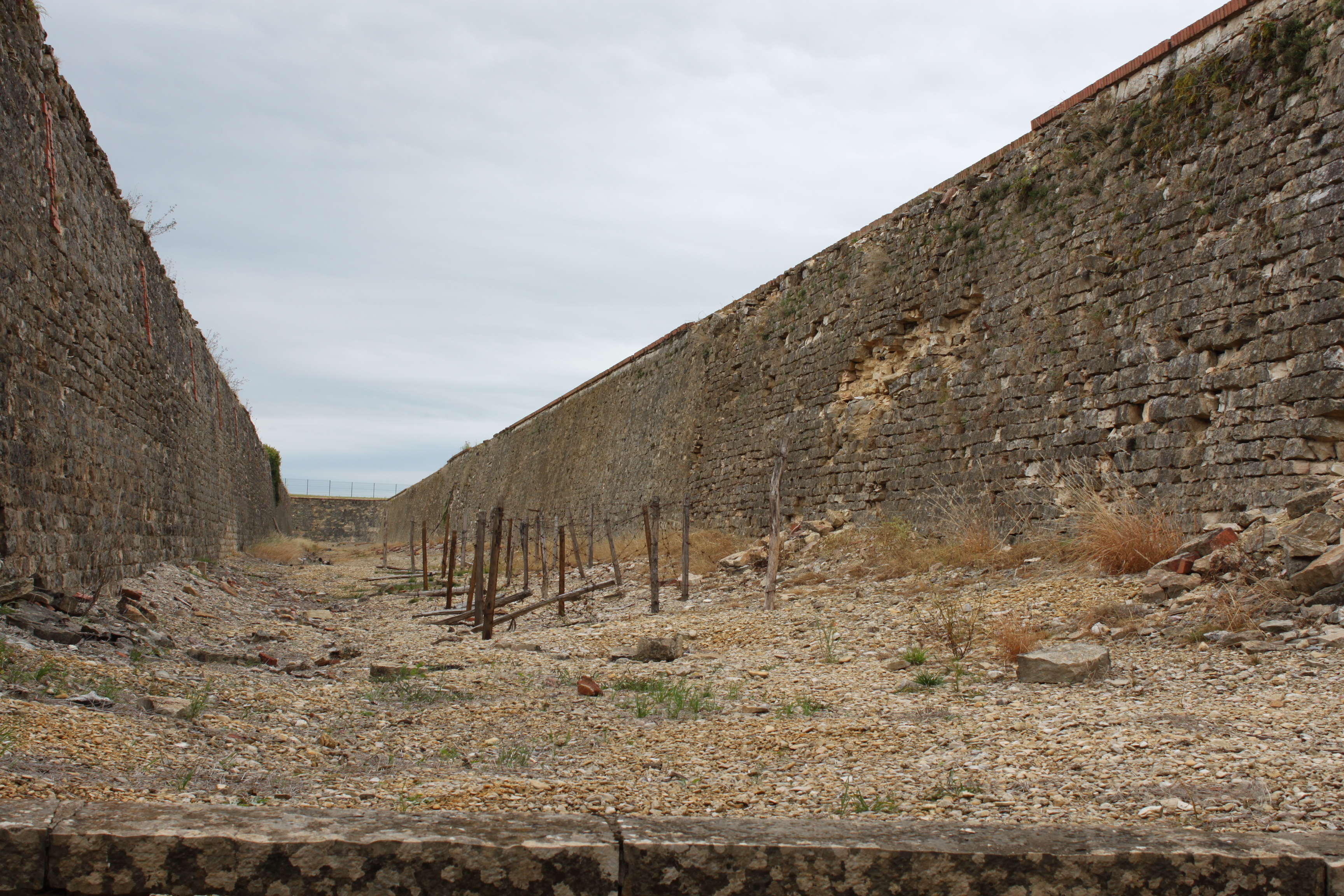
Fossés et reste d'un décor de cinéma
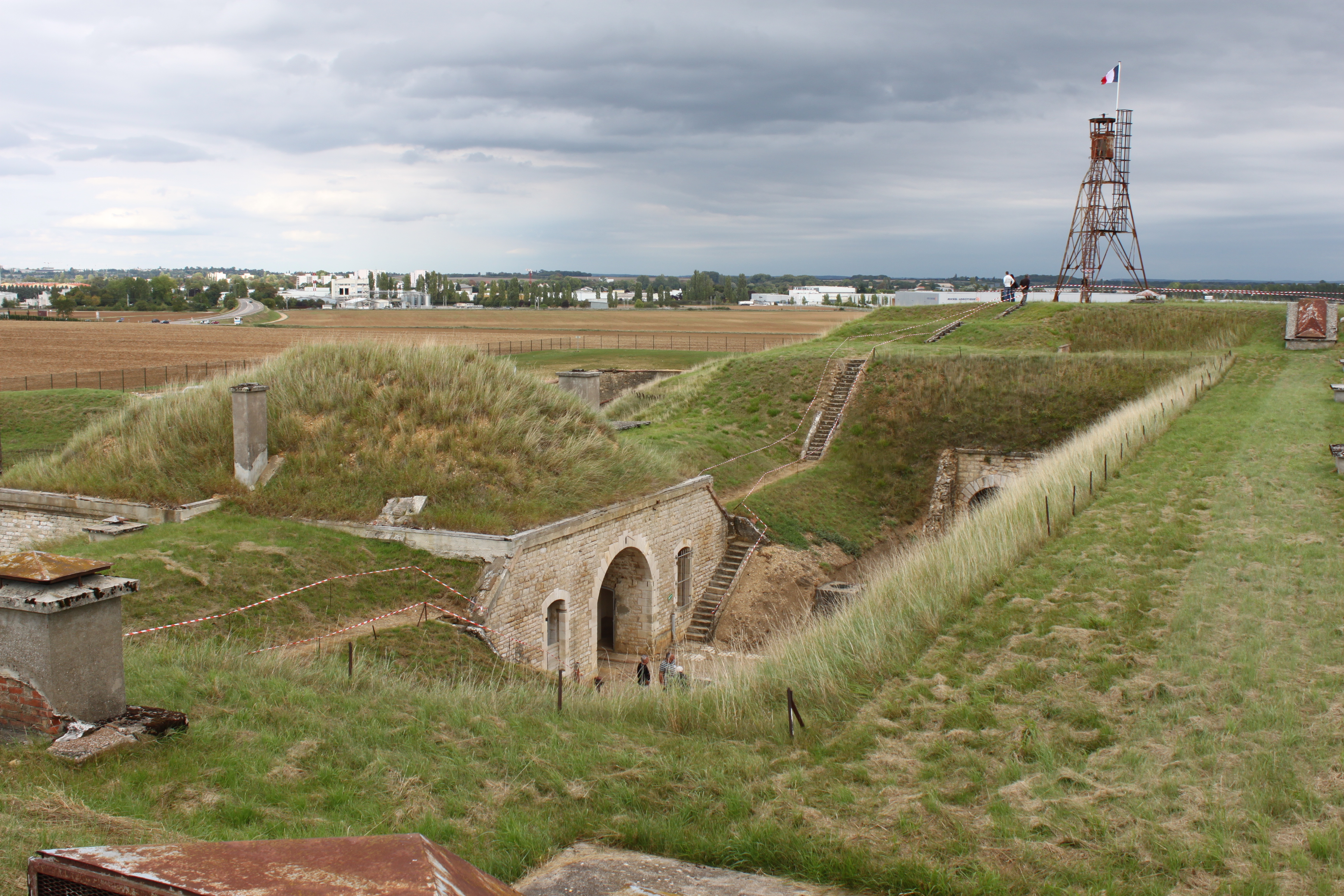
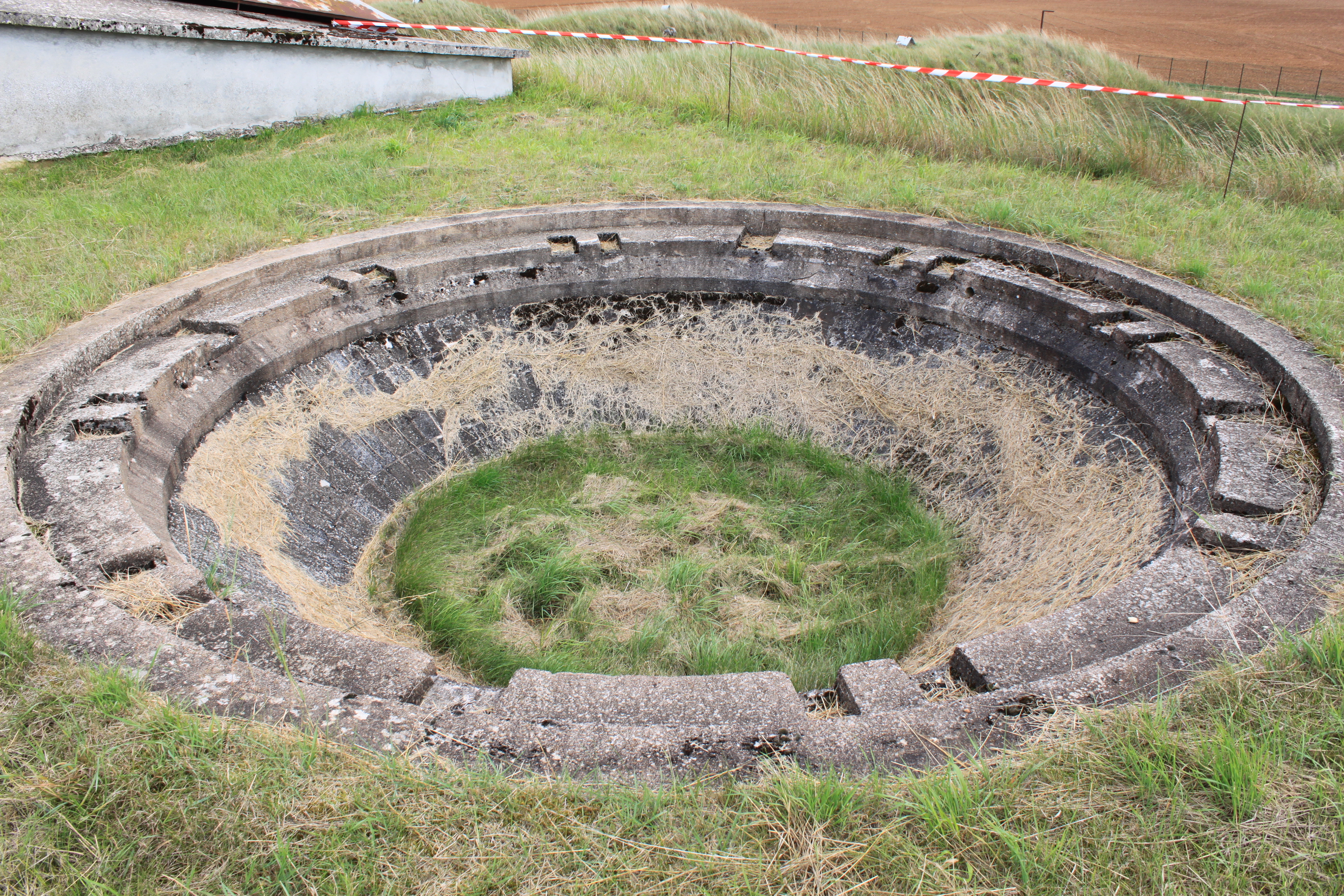
Encuvement pour canon DCA
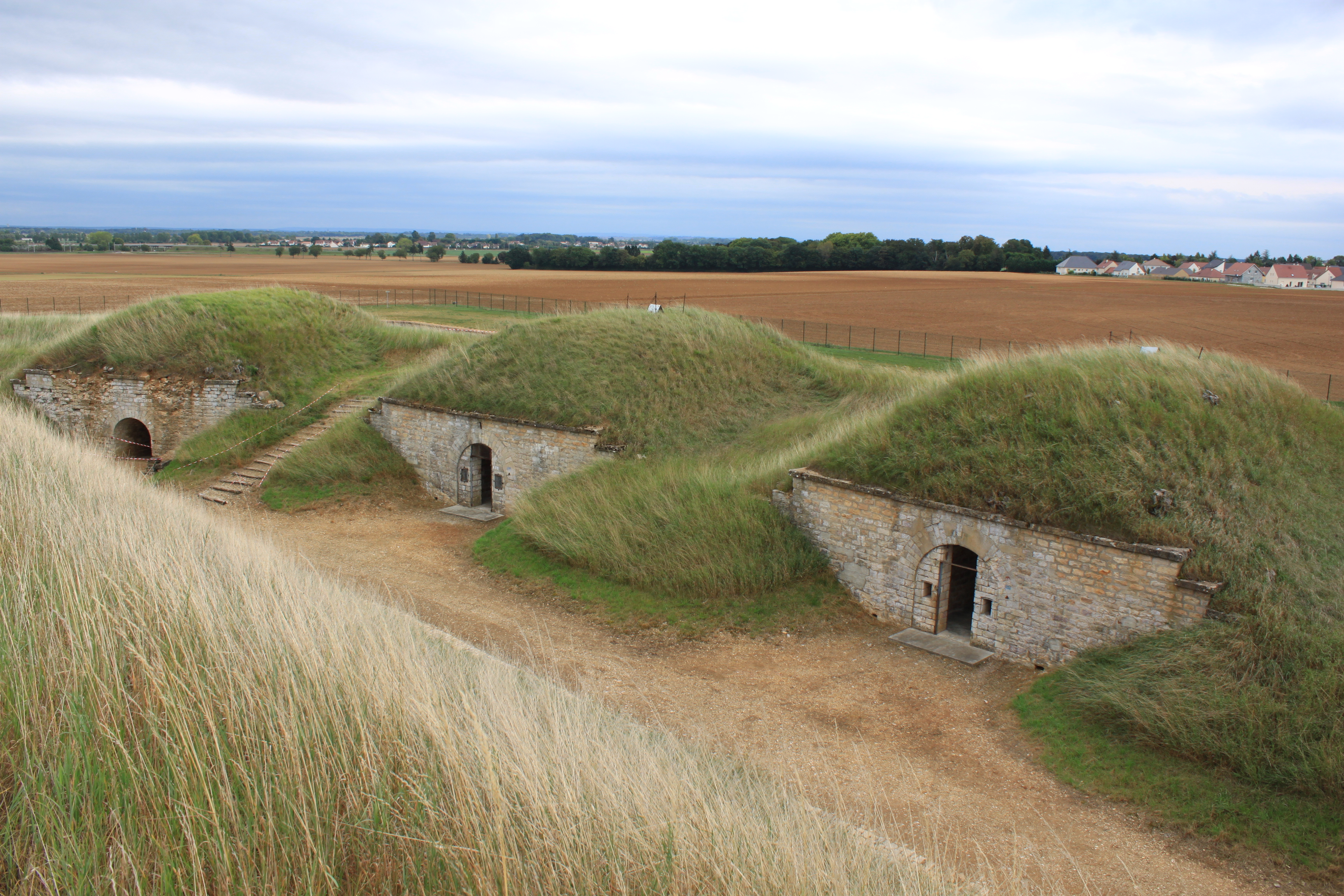
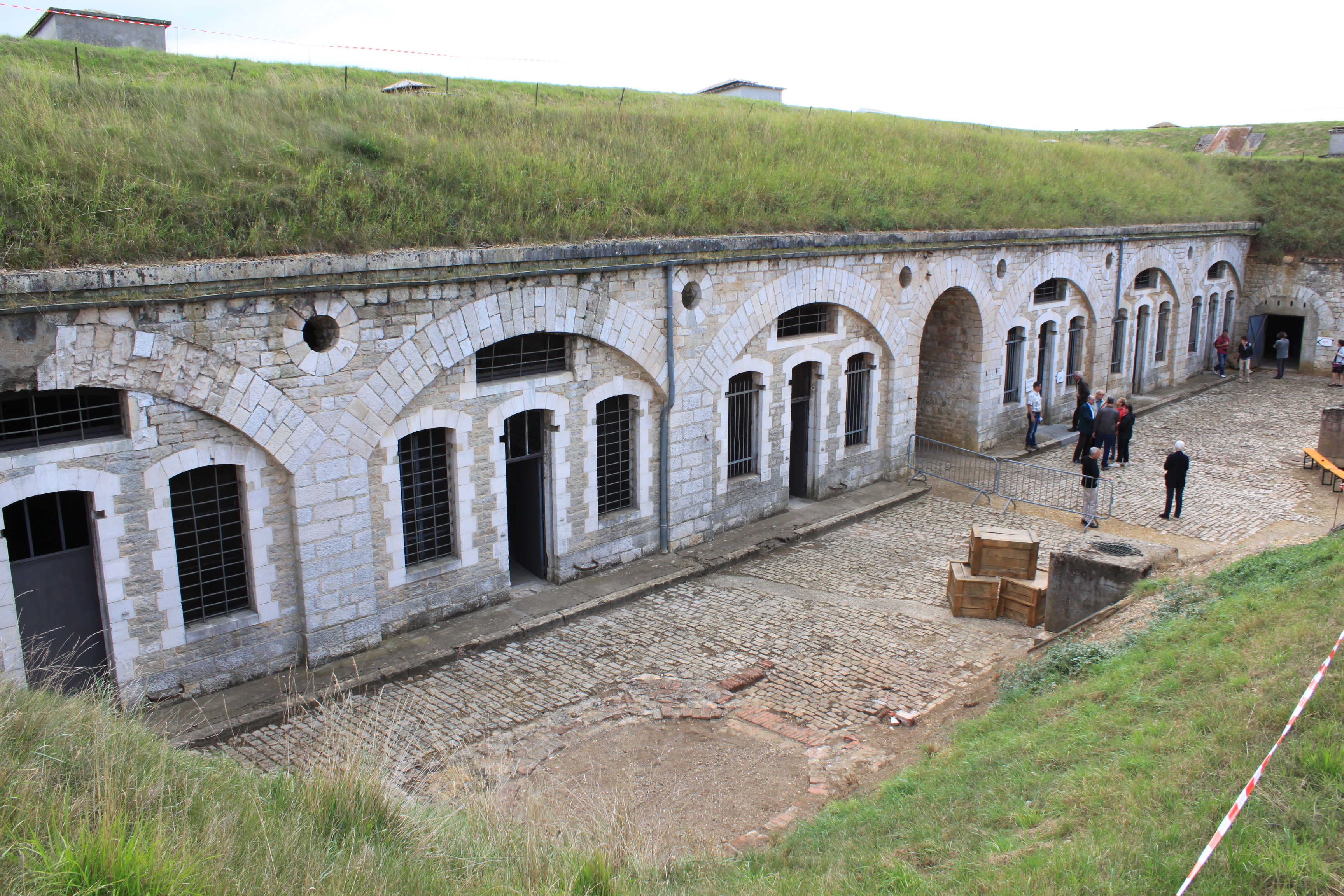
Casernements